# Marco Berardi (voetballer, 1993)
Marco Berardi (San Marino, 12 februari 1993) is een voormalig San Marinees voetballer die voorkeur speelde als een verdediger.

## Carrière
Berardi is geboren in San Marino. Hij is begonnen met voetballen bij SS Folgore. Hij bleef bij die club tot met einde van zijn carrière. Hij heeft 87 wedstrijden gespeeld voor die club. Hij beëindigt zijn voetbalcarrière in 2019.
Berardi maakt zijn debuut op 5 september 2015 en hij moest spelen tegen Engeland. Hij heeft 8 wedstrijden gespeeld voor de nationale ploeg. 

## Erelijst

### SS Folgore
- Campionato Sammarinese di Calcio (1) : 2014-2015
- Coppa Titano (1) : 2014-2015
- Super Coppa Sammarinese (1) : 2015